# Філіпстад

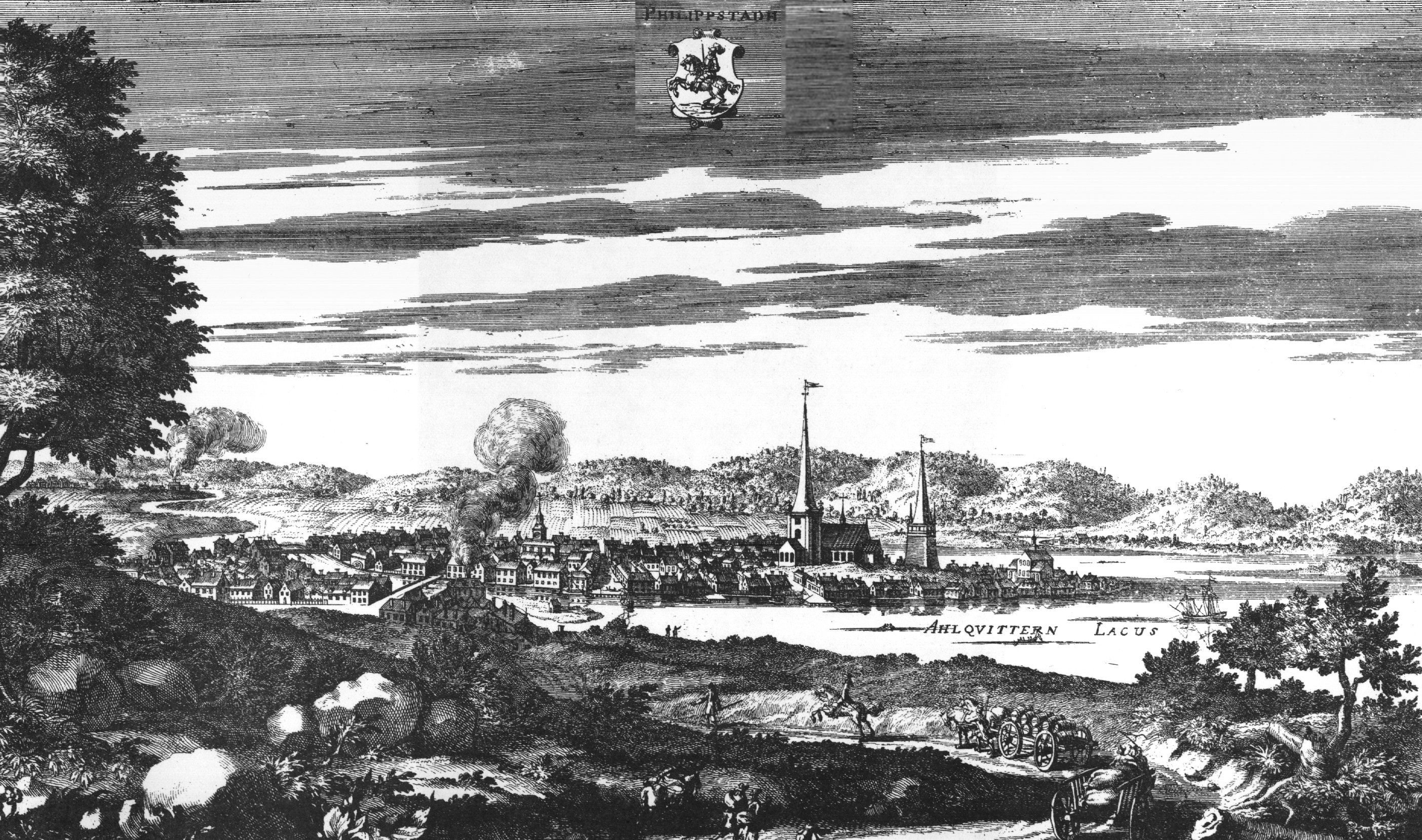
Філіпстад 1700

Філіпстад (швед. Filipstad) — місто в західній частині центральної Швеції, лен Вермланд. Головний адміністративний центр однойменної громади Філіпстад. Розташоване на відстані 220 км на північний захід від столиці Стокгольма та на 55 км на північний схід від міста Карлстад. Статус міста отримав у 1611 році. Залізничний вузол. Населення становить 6177 мешканців за переписом 2005 року.

## Історія міста
1611 року Філіпстад отримав привілеї міста, надані шведським королем Карлом IX, який назвав місто на честь свого сина герцога Карла Філіпа (1601—1622; молодшого брата Густав II Адольф Ваза).
Після великої пожежі, що знищила ліс і місто в 1694 році, Філіпстад втратив свої привілеї, оскільки вважалося, що місто, яке залишилося без лісу, не буде відновлене. У 1862 році привілеї міста були визнані застарілими, але назва Стад (місто) залишилися у використанні до муніципальної реформи 1971 року.
З тих пір Філіпстад є центром муніципалітету Філіпстад. Філіпстад, незважаючи на свою невелику чисельність населення, з історичних причин, як і раніше є містом. Статистичне управління Швеції, однак, вважає містом тільки населені пункти з більш ніж 10 000 мешканців.

## Відомі уродженці
- Улоф Гермелін — шведський державний діяч, історик, дипломат.
- Нільс Ферлін — шведський поет.
- Лейф Магнус Норман — шведський тенісист.
- Каріна Люнґдаль — шведська плавчиня, олімпійська медалістка.